# Brunnen im Hof des Goethehauses

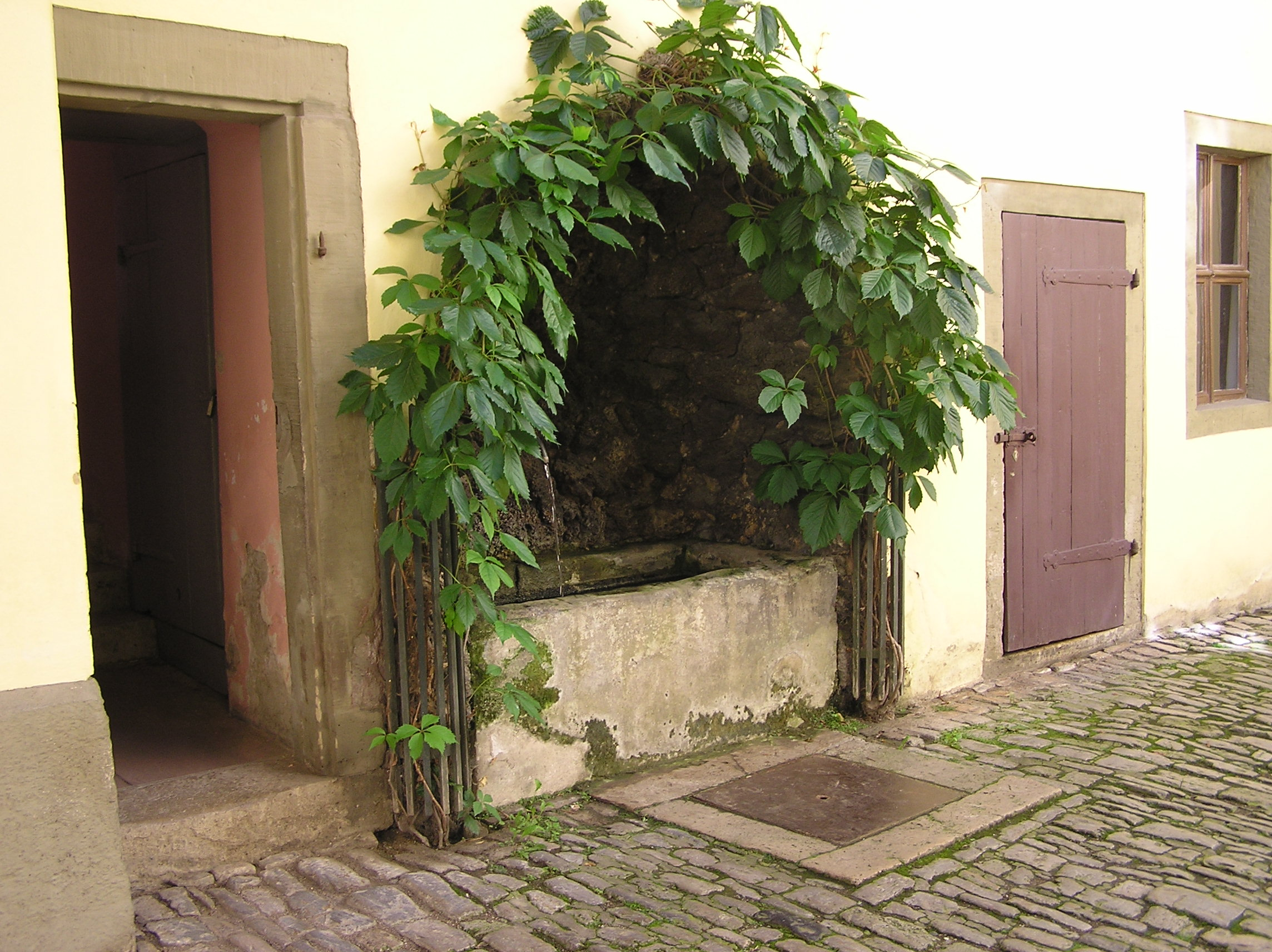
Brunnen im Hof von Goethes Wohnhaus

Im Bereich des Goethehauses bzw. des daran angeschlossenen Goethe-Nationalmuseums in Weimar gibt es zwei Röhrenbrunnen.
Ein Brunnen befindet sich im Hof, in der Kutschendurchfahrt, von Goethes Wohnhaus. Dieser ist nischenartig in die Hauswand eingefügt, ausgemauert mit Tuffsteinen, ähnlich einer Grotte. Er dürfte eher praktischen Zwecken gedient haben. Dafür spricht das darin befindliche große quaderförmige Brunnenbecken. Dieser Brunnen ist an eine Röhrenfahrt angeschlossen. Um die Wirkung zu erhöhen, ist sie von Wildem Wein umrahmt.

## Zeitweilige Installation
Im Hof von Goethes Wohnhaus, besser im kleinen Innenhof des Goethe-Nationalmuseums, zu dem das Wohnhaus gehört, in Richtung zur Ackerwand in Weimar befand sich zeitweilig ein Brunnen mit einer Figurengruppe im Statuettenformat in patinierter Bronze. Dabei handelt es sich um ein Original aus der Barockzeit, welches 1722 entstand. Geschaffen wurde sie von Johann Leonhard Bromig II., einem Nürnberger Bildhauer. Vermutlich unter Carl August kam sie nach Weimar. Ihr ursprünglicher Standort war im Schlosspark Belvedere und befindet sich auf Belvedere wieder; wenn auch im Kassenbereich des Schlosses. Sie ist im Bestand der Klassikstiftung Weimar unter der Signatur KSW, Museen, Inv.-Nr. KPl/01066. Verschiedene Brunnen in Italien zeigen dieses Motiv. Die Figurengruppe stellt Herkules im Kampf mit dem libyschen Riesen Antäus dar. Herkules geht als Sieger hervor, da es ihm gelingt den Gegner auszuheben, den er dann erwürgt. Er lässt ihn oben, weil der Riese als Sohn der Erde immer, wenn er zu Boden geworfen wird, neue Kraft erhält. Herkules sollte Eurystheus die goldenen Äpfel der Hesperiden bringen, wofür der Kampf mit Antäus nötig war.
Der Brunnen der Herkules-Antäus-Gruppe wurde 1998 an die Röhrenfahrt von der Ackerwand angeschlossen, jedoch 2012 dort wieder entfernt. Sie befindet sich auf Belvedere. Diese Figurengruppe hatte in Weimar stets ihre Verwendung als Zierbrunnen.